# Поляков, Николай Харлампиевич
Николай Харлампиевич Поляков (11 [23] апреля 1898, Москва — 22 октября 1969, Москва) — советский архитектор, градостроитель и педагог. Член-корреспондент Академии архитектуры СССР (1956).

## Биография
Николай Поляков родился 11 (23) апреля 1898 года в Москве. В 1917 году служил канониром 12-го лёгкого мортирного артиллерийского дивизиона.
С 1920 по 1928 год учился в Московском высшем техническом училище у Л. А. Веснина и В. Н. Семёнова. Жил и работал в Москве. В 1929—1932 годах состоял в ВОПРА.
В 1928—1929 годах — инженер Водоканалстроя, в 1932—1934 — инжеренер Средволгостроя. В 1934—1936 годах работал в 7-й мастерской Моссовета (руководитель К. С. Мельников), затем в 1-й мастерской Наркомата коммунального хозяйства РСФСР. С 1938 года работал в Институте градостроительства. Принимал участие в разработке генпланов Москвы и Оренбурга. В 1932—1935 годах разработал проект планировки Кировского района Новосибирска (застраивался после войны).
Принимал участие в Великой Отечественной войне, служил в 17-м сапёрном батальоне в звании военного инженера 3 ранга. В 1943 году стал руководителем мастерской по разработке проекта восстановления Сталинграда (ныне Волгоград) в Академии архитектуры СССР.
В был редактором-составителем второго тома «Справочника архитектора» — «Градостроительство» (1946), которого Большая российская энциклопедия называет «уникальным по полноте документов». В 1952—1956 годах работал главным архитектором Института генерального плана города Москвы.
В 1948—1950 разрабатывал проект реконструкции центра города Софии (Болгария). В 1952—1956 годах участвовал в разработке детального проекта генерального плана Москвы с новыми районами, пригородной зоной и городами-спутниками. Принимал участие в конкурсе на проект экспериментального района на Юго-Западе Москвы (1959) и в конкурсе на проект центра Москвы (1966).
С 1929 года преподавал в Московском высшем техническом училище. С 1930 года преподавал в Архитектурно-строительном институте, преобразованном 1933 году в Московский архитектурный институт. Проработал там до конца жизни.
Жил в Москве в Доме архитекторов на Ростовской набережной. Умер в Москве 22 октября 1969 года. Похоронен на Ваганьковском кладбище.

## Сочинения
- Справочник по градостроительству, М., 1946
- Основы проектирования планировки и застройки городов, М., 1965